# 加利·保耶
加利·保耶（英語：Gary Bowyer，1971年6月26日—）是一名英格蘭前職業足球運動員，司職邊後衛。因傷退役後擔任教練工作，自2009年開始執教布莱克本流浪者預備隊，並於2003年兩度出掌一隊看守領隊職務，其後獲委正式執教布莱克本流浪者一隊。

## 生平

### 早年
加利·保耶於1971年6月26日在英格蘭曼徹斯特出生，他的父親伊恩·保耶（Ian Bowyer）亦是一名職業足球運動員，是贏得兩屆歐冠盃冠軍成員之一。

### 球員
加利·保耶最初只效力非聯賽賽球隊韋斯菲斯（Westfields），其後以非合約形式加盟，於1989/90年球季上陣14次，初嘗角逐聯賽滋味。在球季結束後，加利·保耶轉投父親成名球會，但一直無法晉身一隊。他其後簽約加盟，在效力兩季期間上陣38仗，直至因傷結束短暫而平凡的球員生涯。

### 教練
在退役後，加利·保耶成為布力般流浪的青年隊教練，並於2009年升任預備隊領隊。2012年12月於被撤換後，加利·保耶獲委暫代職務，執教首場以3-1擊敗。稍後布力般流浪宣佈加利·保耶繼續任教至翌年1月。於迈克尔·阿尔普顿上任後，加利·保耶復任預備隊教練，代任期間4戰取得3勝1和不敗的成績。
惟迈克尔·阿尔普顿上任僅67日執教15場便因成績未如理想於2013年3月19日被撤職，加利·保耶再次署任職務，並獲保證留任至球季結束，但他其後聲稱不確定任期時間，任教長短基於球隊何時找到新領隊。2013年5月24日，加利·保耶獲委正職，以12個月滾動合約形式繼續執教。2015年11月10日，本季聯賽只獲3勝，排於第16位，加利·保耶與其教練團隊一同被辭退。

## 外部連結
- transfermarkt.co.uk:Gary Bowyer（页面存档备份，存于）